# Евтеев, Дмитрий Фёдорович
Дмитрий Фёдорович Евтеев (3 июня 1924, дер. Бабенки, Калужская губерния — 15 сентября 1971, Донецк) — участник Великой Отечественной войны, полный кавалер ордена Славы, сержант, разведчик взвода пешей разведки 609-го стрелкового полка 139-й стрелковой Рославльской Краснознамённой ордена Суворова дивизии 49-й армии 2-го Белорусского фронта.

## Биография
Родился 3 июня 1924 года в деревне Бабенки в семье крестьянина. Русский.
Окончил 7 классов сельской школы и поступил школу фабрично-заводского обучения в городе Богородицк Тульской области, планировал работать на шахте. Летом 1941 года вернулся в родную деревню, стал работать в колхозе. Короткое время оставался на оккупированной территории.
В марте 1942 года был призван в Красную Армию. С мая того же года участвовал в боях с захватчиками. Весь боевой путь прошёл в 139-й стрелковой дивизии. Сначала был связистом в артиллерийском полку, затем разведчиком взвода пешей разведки 609-го стрелкового полка.
28 февраля 1944 года во время разведвыхода в 1,5 км южнее города Чаусы (Могилёвская область) красноармеец Евтеев ворвался в траншею, уничтожил 2 гитлеровцев и 1 взял в плен. Приказом по частям 139-й стрелковой дивизии № 10/н от 7 марта 1944 года награждён орденом Славы 3-й степени.
В ночь на 4 декабря 1944 года в районе населённого пункта Пожихы (15 км северо-западнее города Ломжа, Польша) сержант Евтеев уничтожил 4-х солдат противника и захватил «языка», давшего ценные сведения. Командиром 609-го стрелкового полка полковником Гришаевым был представлен к ордену Красного Знамени, данное представление поддержал командир 139-й стрелковой дивизии полковник Кириллов и командир 70-го стрелкового корпуса генерал-лейтенант Терентьев, однако командующий 49-й армии генерал-полковник Гришин своим Приказом по войскам армии № 157/н от 23 декабря 1944 года наградил сержанта Евтеева орденом Славы 2-й степени.
21 марта 1945 года в бою в 5 км западнее города Олива (Польша) сержант Евтеев с группой разведчиков в вступил в бой с группой гитлеровцев. Лично уничтожил пять вражеских солдат. Разведчики захватили 11 пленных.
Указом президиума Верховного Совета СССР от 29 июня 1945 года за образцовое выполнение боевых заданий командования на фронте борьбы с немецкими захватчиками и проявленные при этом доблесть и мужество сержант Евтеев Дмитрий Фёдорович награждён орденом Славы 1-й степени. Стал полным кавалером ордена Славы.
В 1947 году сержант Евтеев демобилизован.
Жил в городе Донецк. Работал на шахте «Петровская» треста «Донецкукголь», был горнорабочим, бригадиром очистного. Работал горнорабочим, бригадиром очистного забоя на шахте.
Погиб в шахте 15 сентября 1971 года.

## Награды
- орден Славы 1-й степени № 2914 (29.06.1945)
- орден Славы 2-й степени № 8784 (23.12.1944) представлялся к ордену Красного Знамени
- орден Славы 3-й степени № 69273 (07.03.1944)
- медали СССР, в том числе:
  - «За отвагу» (12.02.1944)
  - «За воинскую доблесть. В ознаменование 100-летия со дня рождения Владимира Ильича Ленина»
  - «За победу над Германией в Великой Отечественной войне 1941—1945 гг.»
  - «Двадцать лет Победы в Великой Отечественной войне 1941—1945 гг.»
  - «50 лет Вооружённых Сил СССР»